# Latifa al-Zayyat
Latifa al-Zayyat, född 8 augusti 1923 i Damietta, Egypten, död 1996, var en egyptisk aktivist och författare mest känd för sin roman Den öppna dörren från 1960 som hon tilldelades Naguib Mahfouz Medal for Literature för 1996.